# Ainhoa Campabadal Amezcua
Ainhoa Campabadal Amezcua   (Sabadell, 3 de juny de 2003) és una nedadora sabadellenca. El 2024 estudiava veterinària a la UAB.
Es va formar en natació al CN Caldes entre 1993 i 2021, abans de passar al CN Sant Andreu. Des del 2016 entrena al CAR de Sant Cugat.
Va participar als relleus femenins de 4x100 lliure i 4x200 lliure al Mundial de Fukuoka del 2023.
Va ser seleccionada per participar als Jocs Olímpics de Paris 2024, on va competir en el 4x200 lliure al costat d'Alba Herrero, Paula Juste i María Daza.